# La sagra dei martirî
La sagra dei martirî è un film italiano del 1918. Si tratta del terzo di una serie di quattro lungometraggi tratti dal romanzo Fernanda di Carlo Dadone, una delle prime serialità cinematografiche italiane, che prende il titolo generale de Il Mistero dei Montfleury, lo stesso della prima parte del romanzo del Dadone. Il ruolo di Biribì, il monello ardito e spericolato più volte inserito dall'autore nei propri romanzi, è ricoperto da Paola Pezzaglia, non nuova all'interpretazione di personaggi maschili, anche in teatro.

## Trama
Quali misteri ammantano il tenebroso castello di Montfleury? I popolani narrano ai bimbi paurose leggende diaboliche con la voce tremante dal timore, in quella che è chiamata Valle dell'Apocalisse. Lontano dal castello il marchese Arturo, diseredato, ha intrapreso la carriera dell'attore. La sua passione per l'arte era sembrata al padre un oltraggio alla dignità del loro nome. Lui ora è un idolo delle folle sotto il nome d'arte di Ruggero Bard, e ama la dolce Flaviana. Ma un cattivo principe ordisce un intreccio diabolico contro di loro. E quando tutto sembra presagire il peggio, Ruggero riesce a piegare la possanza di Lucifero e a far splendere di nuovo l'aurora ridente dell'amore.